# 蟠龙湖
蟠龙湖又名八一水库，是中国河北省石家庄市元氏县境内的一座水库，位于子牙河系滏阳河上，建于1959年。水库正常库容为4920万立方米，集雨面积为139平方千米，海拔为114.4米。

## 命名
为纪念协助修建水库的中国人民解放军铁道兵501部队，水库命名为八一水库。
位于蟠龙湖旅游度假区内的蟠龙寺前的有棵石榴树是19世纪末建寺时栽下的，是寺庙里最古老的历史见证，几十年后已干枯而终。但是1995年的一场春雨之后，这棵树长出了新芽。此后消息不胫而走，方圆百里的老百姓都认出是蟠龙神显灵，纷纷来此朝拜，并且从此把八一水库改名为蟠龙湖。